# Сквер Миру
Сквер Миру — сквер у місті Тернополі.

## Історія
Сквер існує з 1970-их років.
23 серпня 2014 року відкрили оновлений після реконструкції, яка тривала впродовж двох років, «Сквер Миру». У сквері облаштували сучасне освітлення, замінили тротуарну плитку, бордюри,  встановили сучасний дитячий майданчик з кількома секціями для дітей різного віку.

## Відомості

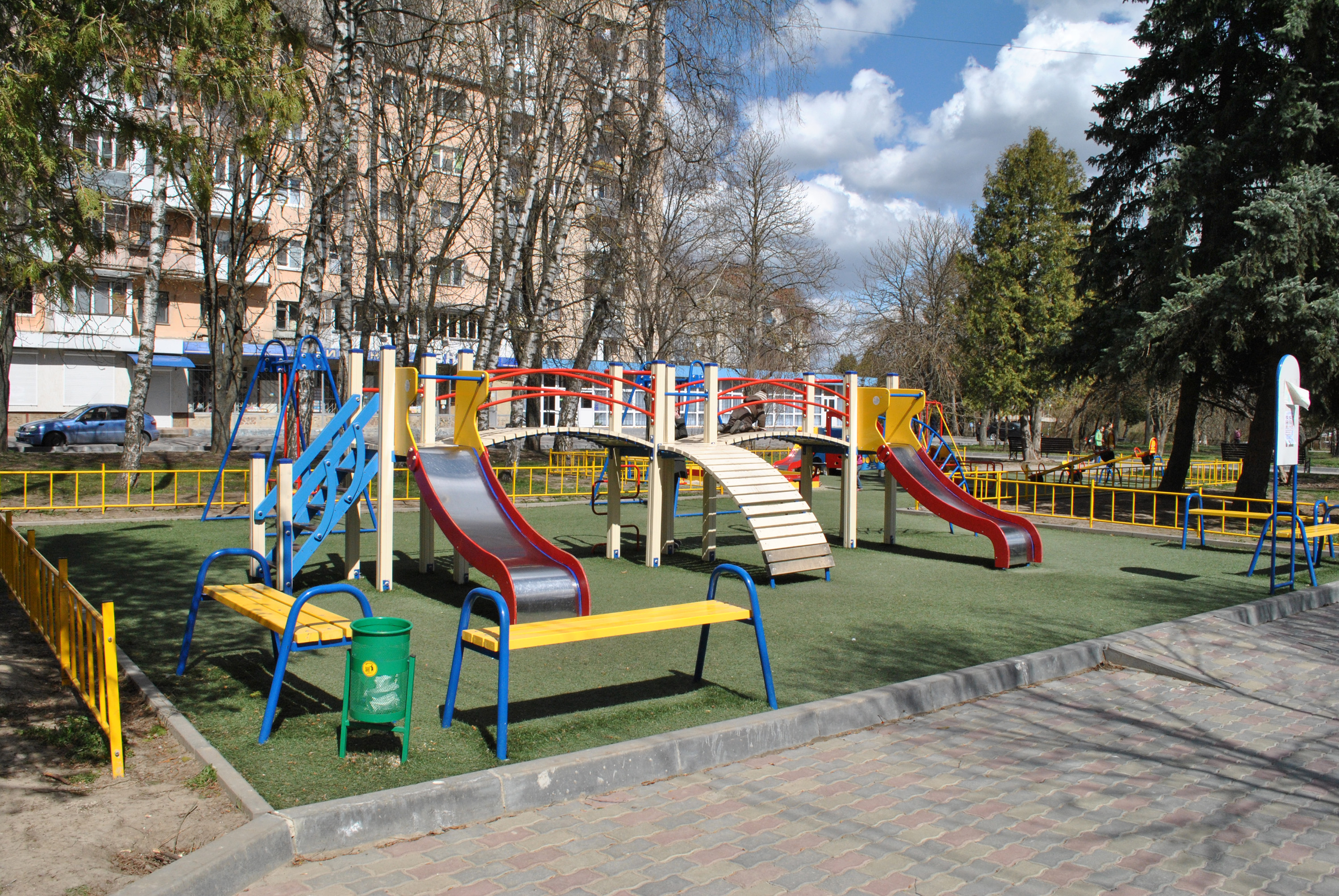
Дитячий майданчик у «Сквері Миру»

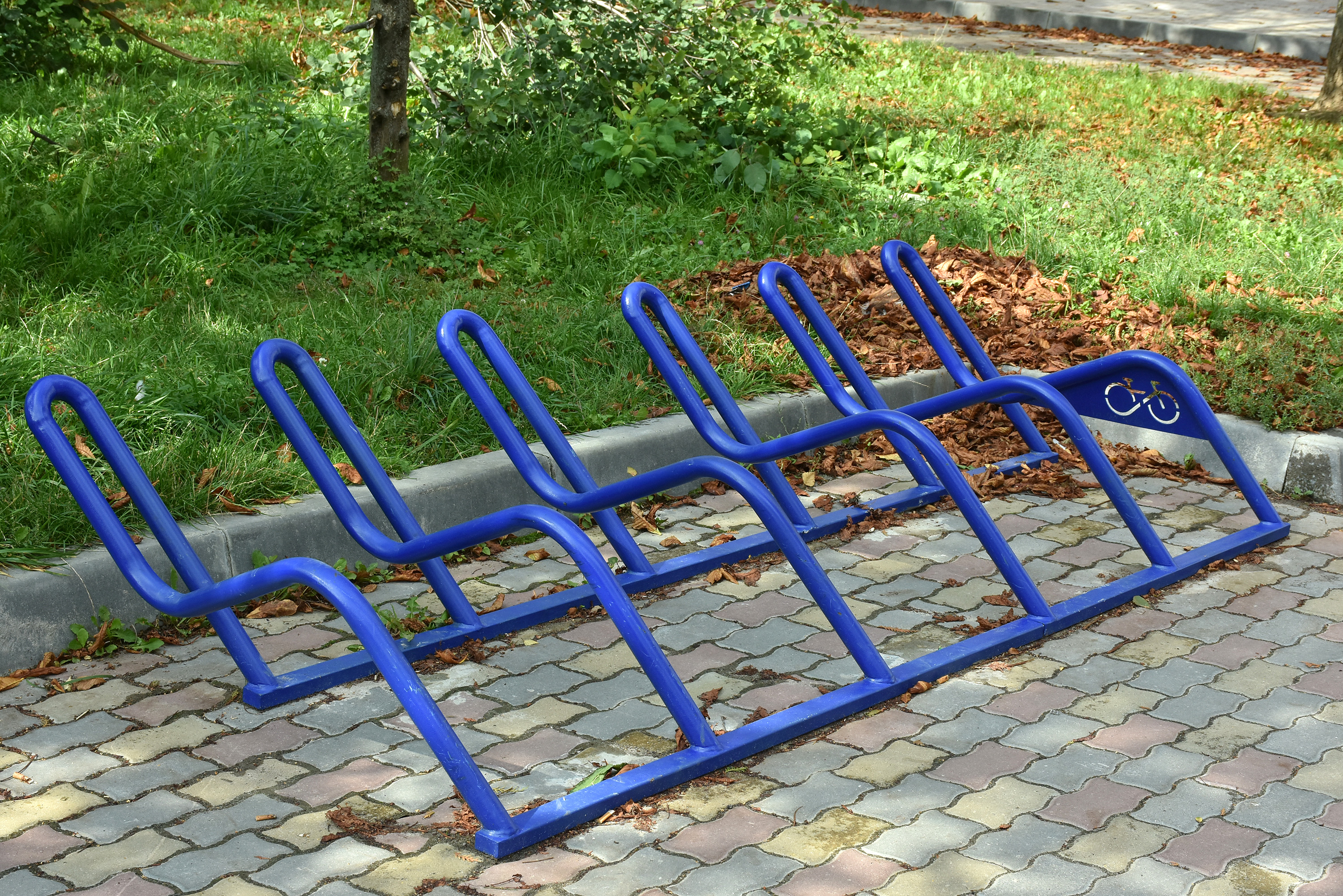
Велопарковка

Розташований на вулиці Миру між вулицями Дружби та Максима Кривоноса.
Перебуває у віданні Відділу технічного нагляду Тернопільської міської ради.
Площа — 0,7 га.